# 142 a.C.

## Eventos
- Quinto Fábio Máximo Serviliano e Lúcio Cecílio Metelo Calvo, cônsules romanos.
- Segundo ano da Terceira Guerra Ibérica e décimo-primeiro ano da Guerra Lusitana na Península Ibérica.
- Início do reinado de Diódoto Trifão no Império Selêucida (fim: 138 a.C.).